# Ван дер Верф, Вим
Виллем Якоб (Вим) ван дер Верф (нидерл. Willem Jacob "Wim" van der Werf; родился 8 июля 1938 года, Роттердам) — нидерландский футбольный вратарь, завершивший игровую карьеру, выступал за команды «Аякс», «Мейдрехт» и «Блау-Вит».

## Спортивная карьера
Вим ван дер Верф воспитанник амстердамского «Аякса». Летом 1961 года он был переведён из резерва в основной состав. В возрасте двадцати трёх лет Вим дебютировал в первой команде. Неофициальный дебют голкипера состоялся 13 августа во время товарищеского матча с английским клубом «Шеффилд Уэнсдей».
Первый матч в чемпионате Нидерландов ван дер Верф провёл 20 августа против клуба ДОС. Игра завершилась вничью — 2:2. В дебютном сезоне он принял участие в трёх матчах чемпионата. После «Аякса» ван дер Верф выступал за команду «Мейдрехт» из одноимённого города, а в июле 1965 года подписал контракт с амстердамским клубом «Блау-Вит». Спустя сезон он был выставлен на трансфер.

## Личная жизнь
Вим родился в июле 1938 года в Роттердаме. Отец — Якоб ван дер Верф, был родом из Опстерланда, мать — Матье Бос, родилась в Амстердаме. Помимо него, в семье было ещё двое детей: дочь Маргарета и сын Ханс.
Женат на Фриде Клук, уроженке Амстердама. Фрида выступала за сборную Нидерландов по баскетболу, была участницей чемпионата Европы 1960 года в Болгарии. У них двое детей — сын и дочь. Первенец Марк Эдвин родился в 1963 году в Амстердаме, а дочь Мишеле Манон появилась на свет в Мейдрехте в 1965 году.